# نسوية الاختلاف

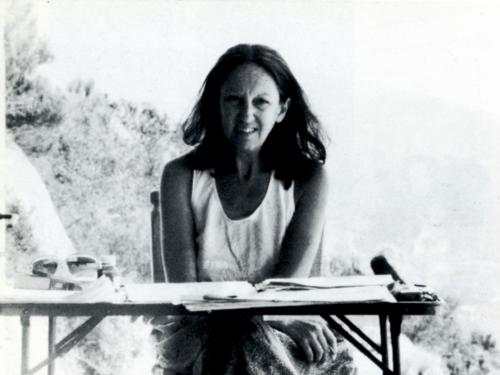

ترى الفرق النسوية أن هناك اختلافات بين الرجل والمرأة، لكن لا يمكن فرض أي قيم عليهما وأن كلا الجنسين لهما وضع أخلاقي متساوٍ كأشخاص.
ظهر مصطلح «اختلاف النسوية» خلال «مناقشة المساواة مقابل الاختلاف» في النسوية الأمريكية في الثمانينيات والتسعينيات ،  ولكنه لم يعد مصطلحا صالحًا للاستخدام. في تسعينيات القرن الماضي، تناولت النسويات المنطق الثنائي «الاختلاف» مقابل «المساواة» وانتقلت منه، خاصةً مع مناهج ما بعد الحداثة و / أو مناهج التفكيك أو لا تعتمد على هذا الانقسام.
الفرق النسوية لم تتطلب الالتزام بالفروق الجندرية الجوهرية.لم تجادل معظم الأصوات الاختلاف بين النسوية بوجود رابط بيولوجي سواء أكان متأصل أو غير تاريخي أو «أساسي» بين الأنوثة والقيم الأنثوية التقليدية أو عادات العقل (التي تُسمى غالبًا «طرق المعرفة»  أو سمات الشخصية. سعت هؤلاء النسويات ببساطة إلى إدراك أنه في الوقت الحاضر، يختلف الرجال والنساء بشكل كبير ولاستكشاف الخصائص «الأنثوية» التي انخفضت في قيمتها. وتسمى هذه المجموعة المتنوعة من الفوارق بين الجنسين النسوية.
تجادلت بعض الأصوات الفوارق النسوية، على سبيل المثال ماري دالي، جادلت  ليس فقط بين النساء والرجال، حيث لديهم قيم مختلفة أو طرق مختلفة للمعرفة، ولكن النساء وقيمهن كانت أعلى من الرجال. لا تتطلب وجهة النظر هذه وجودي الأصولية، على الرغم من أن هناك نقاشًا مستمرًا حول ما إذا كانت نسوية  ضرورية.

## التاريخ
طورت النسويات من قبل النسويات في الثمانينات، جزئياً كرد فعل على النسوية الليبرالية الشعبية (والمعروفة أيضًا باسم «المساواة النسوية»)، والتي أكدت التشابه بين النساء والرجال من أجل الدفاع عن المساواة في المعاملة للمرأة. الفرق بين النسوية، على الرغم من أنها لا تزال تهدف إلى تحقيق المساواة بين الرجل والمرأة، شددت على الاختلافات بين الرجل والمرأة وجادلت بأن التطابق أو التشابه ليس ضروريًا من أجل معاملة الرجال والنساء، والقيم الذكورية والأنثوية، على قدم المساواة. تهدف النسوية الليبرالية إلى جعل المجتمع والقانون محايدين من حيث النوع الاجتماعي، لأنه رأى الاعتراف بالاختلاف بين الجنسين كحاجز للحقوق والمشاركة في الديمقراطية الليبرالية، في حين أن الاختلاف النسوي يرى أن الحياد بين الجنسين يضر النساء «سواء من خلال إجبارهن على تقليد الرجال، من خلال حرمان المجتمع من مساهماتهم المميزة، أو عن طريق السماح لهم بالمشاركة في المجتمع فقط بشروط تفضل الرجال».
لقد استندت نظرية الفوارق بين الجنسين إلى سلالات فكر القرن التاسع عشر السابقة، على سبيل المثال عمل الكاتبة الألمانية إليز أولسنر، التي رأت أنه لا ينبغي السماح للمرأة بالدخول إلى المجالات والمؤسسات التي كانت سابقًا للذكور فقط (مثل الحياة العامة والعلوم)، ولكن أيضًا تلك المؤسسات يجب أن يتوقع أيضًا أن يتغير بطريقة تعترف بقيمة الأخلاق الأنثوية التي يتم تخفيض قيمتها تقليديًا (مثل الرعاية [انظر أخلاقيات الرعاية]). فيما يتعلق بالنقطة الأخيرة، أعادت العديد من النسويات قراءة عبارة «فرق النسوية» بطريقة تسأل «ما الفرق الذي تحدثه النسوية؟» (على سبيل المثال لممارسة العلوم) بدلاً من «ما هي الاختلافات الموجودة بين الرجال والنساء»؟

## الأصولية والاختلاف النسوية
جادل البعض بأن فكرة بعض النسويات البارزات في الموجة الثانية، مثل عالم النفس كارول جيليجان وعالم اللاهوت النسوي الراديكالي ماري دالي، هي «أساسية». في الفلسفة الفلسفة هي الاعتقاد بأن «(على الأقل بعض) الأشياء لها (على الأقل بعض) الخصائص الأساسية». في حالة السياسة الجنسية، تُعتبر الأصولية تعني أن «النساء» و «الرجال» لديهم جوهر ثابت أو خصائص أساسية (مثل السمات السلوكية أو السمات الشخصية) التي لا يمكن تغييرها. ومع ذلك، فقد تم استجواب التفسيرات الأساسية لدالي وغيليجان من قبل بعض العلماء النسويات، الذين يجادلون بأن تهم «الأصولية» غالباً ما تستخدم كمصطلحات للإساءة أكثر من كونها انتقادات نظرية تستند إلى الأدلة،  تعكس آراء جيليجان  أو دالي 